# Jiří Kulhánek (fotbalista)
Jiří Kulhánek (* 8. března 1996, Praha) je český fotbalový defenzivní záložník hrající za FK Dukla Praha, kde je na ročním hostování ze Sparty.

## Klubová kariéra
Odchovanec sparťanské juniorky, se kterou v roce 2015/2016 vyhrál titul. Ještě v tomto ročníku odešel na hostování do druholigové Vlašimi. V červenci 2017 odešel sbírat prvoligové zkušenosti do Slovanu Liberec, kde svými výkony zaujal natolik, že se hned po půl roce vrátil do A-týmu Sparty. V září 2018 odešel na půlroční hostování do slovenského Spartaku Trnava.